# Kui Yuanyuan
Kui Yuanyuan (奎媛媛S, Kuí YuányuánP; Pechino, 23 giugno 1981) è un'ex ginnasta cinese, considerata una delle traviste più forti di sempre.

## Carriera sportiva

### Olimpiadi e Mondiali 1996
Passa inosservata fino a quando non vince l'oro ai Mondiali del 1996 tenutisi a San Juan, Porto Rico al corpo libero. Da lei ci si aspettava anche l'ingresso in finale alla trave, ma cade durante la semifinale.
Alle Olimpiadi del 1996 la squadra cinese ebbe dei problemi in generale e Kui non fu da meno, con cadute a trave (punteggio compulsorio di 8.925, disastroso per il Codice dei Punti e le regole applicate allora) e corpo libero che le impedirono di entrare in entrambe le finali. Alla trave, durante gli esercizi opzionali, ottenne però il punteggio più alto assegnato su quell'attrezzo in tutte le Olimpiadi, 9.875.

### Mondiali 1997
Ai Mondiali del 1997 la Kui aiutò la squadra cinese a vincere un bronzo, si piazzò undicesima nell'all-around e sesta al volteggio.
Vinse anche un bronzo alla trave, il che creò controversia; l'esercizio eseguito dalla Kui rimane uno dei più difficili di sempre, ma rischioso per gareggiare sotto un sistema di punteggio che penalizzava il minimo errore e non sembrava premiare la difficoltà tanto quanto l'esecuzione (il che fu inoltre testimoniato dal fatto che l'oro andò a Gina Gogean, la cui trave di allora è considerata uno degli esercizi più facili degli anni novanta, ma i cui arrivi furono più precisi di quelli della Kui).

### 1999, Olimpiadi 2000
La Kui si infortunò nel 1999 e non riuscì a gareggiare ai Mondiali tenutisi in casa. Nonostante i problemi al ginocchio, si fece trovare comunque pronta per le Olimpiadi di Sydney dove però, a causa di un atterraggio doloroso durante il secondo attrezzo del round di qualifica, il volteggio, le sue condizioni peggiorarono e dovette dare forfait. Si ritirò nello stesso anno.

### Dopo il ritiro
Studiò per pochi semestri all'Università di Business ed Economia Internazionale di Pechino, quindi è diventata un'allenatrice di una palestra locale di Pechino. Ha una figlia nata nel 2007, un anno dopo il suo matrimonio, avvenuto a marzo 2006.